# White God - Sinfonia per Hagen
White God - Sinfonia per Hagen (Fehér isten) è un film del 2014 diretto da Kornél Mundruczó.
È stato presentato al Festival di Cannes 2014, vincendo il premio come miglior film della sezione Un Certain Regard.

## Trama
L'adolescente Lili si trasferisce dal padre per alcuni mesi dato che la madre si deve assentare per motivi di lavoro. Con lei c'è il suo cane meticcio Hagen al quale è molto affezionata. Il governo ungherese ha imposto una tassa per tutti i cani che non siano di razza pura. Il padre non ha alcuna intenzione di pagarla e decide di abbandonare Hagen per strada. Per il cane è l'inizio di una lunga odissea per le strade di Budapest.
Si unisce a un gruppo di altri cani randagi braccati dagli accalappiacani; viene catturato e venduto a un uomo che lo addestra duramente per farlo combattere in incontri clandestini; finisce poi in un canile rischiando di essere soppresso. Lili nel frattempo ha fatto di tutto per rintracciarlo, ma senza riuscirvi, sarà invece Hagen a trovare lei. Il cane, segnato dalle traumatiche esperienze, sembra spinto da uno spirito di vendetta e, a capo di un branco di centinaia di cani che seminano il panico tra la gente, dà la caccia a tutti gli uomini che lo hanno maltrattato. Solo Lili riuscirà a fermare la rivolta dei cani.